# Château de Kerambleiz
Le château de Kerambleiz est un château situé à Plomelin (Finistère). Construit par Étienne Roussin et résidence successive des marquis de Plœuc. Son nom signifie en Breton « la maison du loup ».

## Localisation
Le château est situé au lieu-dit du Kastel (du château, en Breton), dans la commune de Plomelin, à proximité de Quimper, et visible depuis l'Odet.

## Histoire
Le château de Kerambleiz, fut édifié en 1875 selon les codes architecturaux néo-gothiques sous la houlette d'Etienne Roussin, un ingénieur des arts et manufactures. En 1908, il devint le foyer du marquis de Ploeuc, une famille très aisée de Plomelin. À son apogée en 1906, le recensement révéla l'emploi de dix domestiques, une gouvernante anglaise pour les jeunes filles et une institutrice allemande.
Aux abords des années 1930, les difficultés financières contraignirent le marquis de Ploeuc à céder le château à la famille Kerdrel. L'édifice, délaissé à partir de la fin des années 1940, sombra dans l'abandon. En 1980, il passa entre les mains de la famille Alterio qui, après quatre ans de travaux, le transforma en un hôtel. Le manoir voisin, jadis étable, fait aussi partie intégrante de cette propriété chargée d'histoire.

### Seconde Guerre mondiale
Pendant la Seconde Guerre mondiale, le château a joué un rôle crucial dans les activités clandestines du réseau de communication vers la Grande-Bretagne. En mars 1941, Jean Le Roux y a orchestré la toute première émission de radio clandestine depuis Quimper, installant une antenne de transmission depuis la chambre occupée par les frères Guy et Paul Vourc'h. Ces derniers se sont temporairement cachés dans le château. Plus tard, un second opérateur radio recruté par Le Roux pour établir une antenne à Brest a été arrêté avant de pouvoir émettre. Cette histoire révèle le rôle crucial du château de Kerambleiz dans les opérations clandestines de communication durant cette période historique mouvementée.

## Le Parc du château

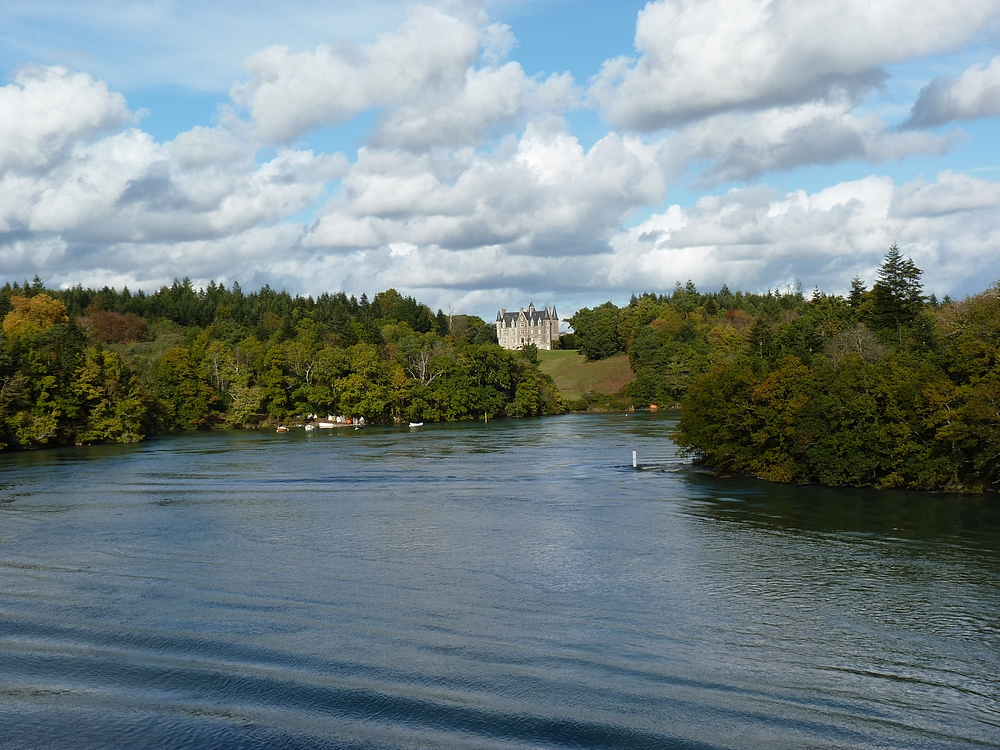
Vue du parc depuis l'Odet

Niché sur les berges de l'Odet. Le site surplombe l'Anse des Virecourt, offrant une vue remarquable sur ce tronçon de la « plus belle rivière de France ». Le château trône au cœur d'un parc de 20 hectares, s'étirant sur plus de 600 mètres le long du littoral de l'Odet, offrant un accès aux bateaux de plaisance par le biais d'un petit port accessible à pied ou en voiture.
L'édifice s'ouvre sur un panorama préservé, offrant une vue sur l'Odet. Il est entouré d'une forêt privée, traversée par de multiples sentiers et allées, ainsi que des prairies ondoyantes. Un enclos d'un demi-hectare, délimité par des murs, complète cet ensemble, ajoutant une touche d'intimité et de caractère à ce domaine remarquable.

## La maison de Plœuc
Le château de Kerambleiz, est un témoignage vivant de l'histoire des membres éminents de la famille de Plœuc. Construit au XIXe siècle, il est devenu le lieu emblématique lié à la lignée aristocratique des Plœuc.
Ce domaine, acquis par René Alexandre de Plœuc fils d'Alexandre Marie Sébastien de Plœuc , marquis et figure notable de la famille, fut le cœur des activités politiques et sociales de la lignée. René, né à Constantinople en 1867, a été non seulement un propriétaire du château, mais également un maire de Landrévarzec entre 1913 et 1917, démontrant ainsi son engagement envers sa communauté.